# Dance Craze
Dance Craze är en amerikansk dokumentär från 1981 som handlar om den brittiska musikgenren 2 Tone.
Filmen regisserades av Joe Massot, som från början ville göra en film om enbart gruppen Madness, som han hade träffat under deras första turné i USA. Massot ändrade sig dock och lät filmen handla om hela 2-tonerörelsen. Filmen, som gjordes 1980, följer Madness, The Specials, The Selecter, The Bodysnatchers, The Beat och Bad Manners på turné i Storbritannien. Ett soundtrack med samma namn släpptes senare samma år, och innehöll nästan alla sånger som var med i filmen. 

## Sånger
1. "Nite Klub" – The Specials
2. "The Prince" – Madness
3. "Ne-Ne-Na-Na-Na-Na-Nu-Nu" – Bad Manners
4. "007 (Shanty Town)" – The Bodysnatchers
5. "Three Minute Hero" – The Selecter
6. "Ranking Full Stop" – The Beat
7. "Big Shot" – The Beat
8. "Concrete Jungle" – The Specials
9. "Swan Lake" – Madness
10. "Razor Blade Alley" – Madness
11. "Missing Words" – The Selecter
12. "Let's Do the Rock Steady" – The Bodysnatchers
13. "Lip Up Fatty" – Bad Manners
14. "Madness" – Madness
15. "Too Much Too Young" – The Specials
16. "On My Radio" – The Selecter
17. "Easy Life" – The Bodysnatchers
18. "Rough Rider" – The Beat
19. "Man at C&A" – The Specials
20. "Inner London Violence" – Bad Manners
21. "Night Boat to Cairo" – Madness
22. "Twist and Crawl" – The Beat
23. "Wooly Bully" – Bad Manners
24. "Too Much Pressure" – The Selecter
25. "Mirror in the Bathroom" – The Beat
26. "One Step Beyond" – Madness
27. "Nite Klub" – The Specials